# Swiss made
Pour les articles homonymes, voir Swiss.

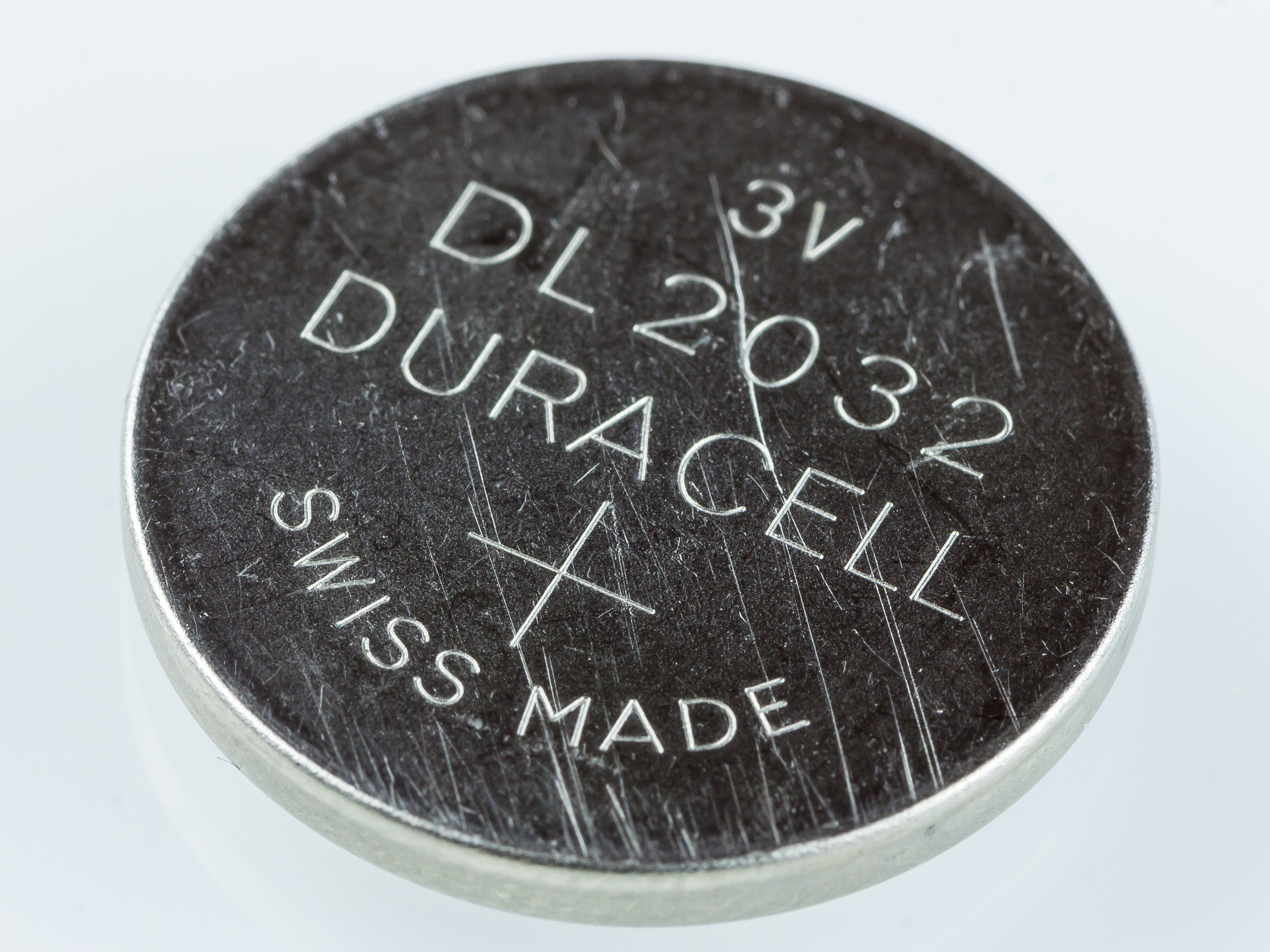
Pile « Swiss made ».

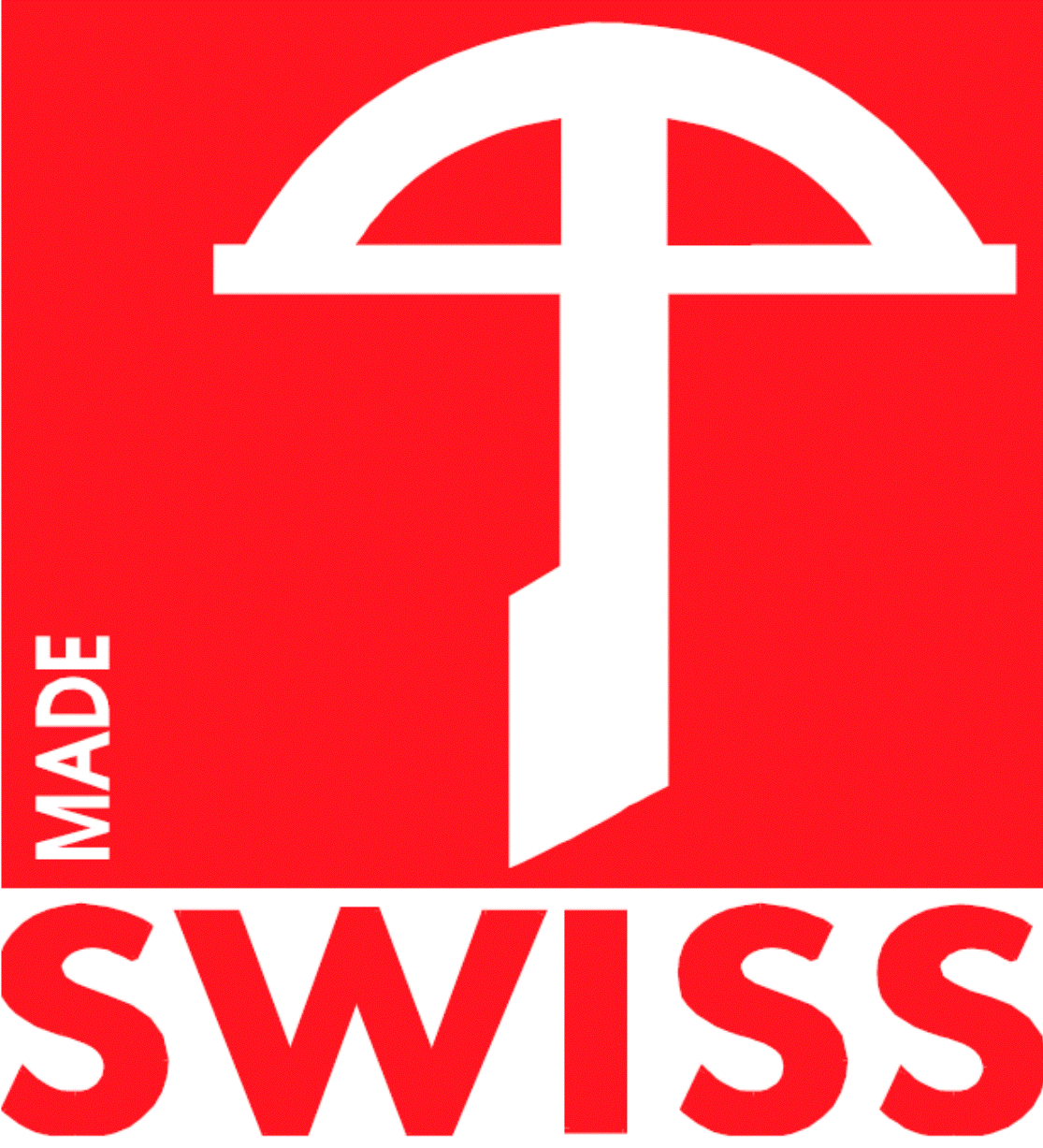
Ancien label avec l'arbalète.

Swiss made est un label qui indique qu'un produit a été fabriqué en Suisse. Selon la loi fédérale sur la protection des marques et des indications de provenance, un produit ou un service peut être désigné suisse (Swiss made) si :
- Pour les produits alimentaires : 80% du poids des matières premières et la transformation essentielle doivent avoir lieu en Suisse.
- Pour les produits industriels : 60% des coûts de fabrication et l'étape essentielle de fabrication doivent être réalisés en Suisse.
- Pour les services : le siège et l'administration de la société doivent être situés en Suisse.

Ce label est utilisé en particulier pour les montres, dont une ordonnance de branche adoptée par le Conseil fédéral précise les conditions d'utilisation.

## Historique
Le Swiss made trouve son origine au XVIIe siècle quand la corporation des horlogers de Genève décida de l'apposition d'un poinçon sur ses montres, pour en certifier la qualité. Le label se formalise à la fin du XIXe siècle. Dans les années 1880, les horlogers suisses se trouvent confrontés à la concurrence américaine. Ils décident donc de créer leur propre certification, qu'ils appellent Swiss made. 
En 1890, le Parlement fédéral décida l’abrogation de la loi de 1879 sur la protection des marques et proposa l’adoption d’un nouvel acte réglementant à la fois la protection des marques de fabrique et de commerce et des indications de provenance (LMF; FF 1890 IV 456; FF 1890 I 589). La protection des indications géographiques suisses était formellement née avec cet acte, à ses art. 18, 19 et 20. Cependant, ces derniers étant rédigés de manière très générale, il aura fallu attendre l’arrêt rendu par le tribunal de commerce de St-Gall en 1968 (SJZ 1972 13) pour qu’une première définition du « produit industriel suisse » émerge. Il y a en effet été considéré qu’un produit industriel pouvait être considéré comme provenant de suisse si l’étape qui lui conférait ses caractéristiques essentielles avait eu lieu en Suisse et qu’au moins 50% des coûts de revient du produit avaient été générés en Suisse. 
Depuis lors, la Loi sur la protection des marques et des indications de provenance a été renforcée à plusieurs reprises, en particulier en 2017 avec la révision « Swissness ».

## Horlogerie
En 1971, la première version de l'Ordonnance réglant l'utilisation du nom « Suisse » pour les montres est adoptée, réservant ainsi l'utilisation du nom « Suisse » et des indications telles que « suisse », « produit suisse », « fabriqué en Suisse », « qualité suisse » ou d’autres dénominations qui contiennent le nom « Suisse » ou qui peuvent être confondues avec celui-ci, y compris leur traduction (en particulier "Swiss" et "Swiss Made"), aux montres et mouvements suisses.
Plusieurs révisions de cette Ordonnance horlogère ont eu lieu depuis, la dernière datant de 2016, entrée en vigueur au même temps que le projet "Swissness" en 2017. 

## Aspect légal
L'Ordonnance réglant l'utilisation du nom « Suisse » pour les montres définit d'abord ce qui est entendu par "montre", à savoir principalement les appareils à mesurer le temps destinés à être portés au poignet. Elle définit ensuite la montre suisse et le mouvement suisse. 
Pour être considérée comme suisse, la montre doit cumulativement :
- être développée en Suisse ;
- avoir un mouvement suisse ;
- être assemblée et contrôlée en Suisse ;
- obtenir 60% au moins de son coût de revient en Suisse.

Le mouvement, pour être considéré comme suisse doit, cumulativement :
- être développé en Suisse ;
- être assemblé et contrôlé en Suisse ;
- obtenir 60% au moins de son coût de revient en Suisse ;
- être de fabrication suisse pour 50 % au moins de la valeur de toutes les pièces constitutives, mais sans le coût de l’assemblage.

La loi réserve donc aux seules montres et mouvements suisses l'utilisation d'indications suisses, notamment les termes "Swiss", "Swiss Made" ainsi que la croix suisse.